# Klana
Klana és un municipi de Croàcia que es troba al comtat de Primorje - Gorski Kotar.